# Leandra multisetosa
Leandra multisetosa är en tvåhjärtbladig växtart som beskrevs av Célestin Alfred Cogniaux. Leandra multisetosa ingår i släktet Leandra och familjen Melastomataceae. Inga underarter finns listade i Catalogue of Life.